# Juste-à-temps (gestion)
Pour les articles homonymes, voir Juste-à-temps et JAT.
 (mars 2015).
Si vous disposez d'ouvrages ou d'articles de référence ou si vous connaissez des sites web de qualité traitant du thème abordé ici, merci de compléter l'article en donnant les références utiles à sa vérifiabilité et en les liant à la section « Notes et références ».
Le juste-à-temps, ou JAT, est une méthode d'organisation et de gestion de la production appliquée à l'industrie et consistant à réduire au minimum le temps de passage des produits à travers les différentes étapes de leur élaboration, les en-cours de fabrication et les stocks. Issue du toyotisme, la méthode est connue également sous les dénominations de « flux tendu », « 5 zéros » ou « zéro-délai ». Les cinq zéros correspondent à « zéro panne », « zéro délai », « zéro papier », « zéro stock » et « zéro défaut ».

## Démarche
Le juste-à-temps est un ensemble de techniques logistiques visant à améliorer la productivité globale d'une entreprise en réduisant les stocks et les coûts induits par ces stocks. L'organisation d'un système de production JAT se base sur une série de signaux visuels : l'absence d'un produit sur une étagère, ou sur un tableau à fiches (étiquette, ou « kanban », en japonais), doit être synonyme de la mise en production (ou de la commande) du produit manquant.
Le juste-à-temps concerne tous les aspects de la logistique en amont et en aval de la production, de la transitique interne à l'usine et les relations avec la sous-traitance.
Le principe du juste-à-temps est que la production est « tirée » par la demande et non par l'offre : il faut produire puis livrer (dans un temps très court) ce qui est demandé « instantanément » par le client (production en flux tendu).
Ce système exige une coordination très poussée entre les divers acteurs (fournisseurs, transporteurs, fabricant, distributeurs, etc.) et peut poser des problèmes en cas d'incident à un point ou un autre de cette « chaîne étendue », en coupant momentanément le flux. Généralement, les prévisions de production sont communiquées par le client à ses fournisseurs en plusieurs temps : prévision sur les quantités à produire pour l'ensemble du temps de vie du produit puis prévisions pour le mois suivant, la semaine suivante, le jour suivant, les heures suivantes. Ces prévisions peuvent détailler également les types d'ensemble/sous ensembles différents à livrer.
Cette coordination ne présume pas des méthodes employées pour tendre les flux. Un flux tendu peut être un flux tiré ou un flux forcé (ou poussé) ; le flux tendu est cependant associé à une organisation en flux tiré (appel par l'aval, en kanban ou Conwip).
On applique ce principe dans l'industrie :
- Pour répondre à l'organisation de la production déclenchée par la commande du client : approvisionner le client en ensembles ou sous ensembles ou composants dont il a besoin immédiatement afin de répondre à l'organisation de sa production (approvisionnement, en bout de chaîne, des ensembles, sous-ensembles à assembler immédiatement) ;
- Pour éviter la constitution de stocks qui va de la production à la distribution chez le client final. Les stocks étant de plus en plus chers à mesure qu'ils se rapprochent du client final, on s'attache à limiter les stocks qui sont coûteux en trésorerie, en espace de stockage, en manutention et qui risquent également de rester inutilisés (dépréciés voire inutilisables par dégradation, baisse de la demande ou obsolescence).

Cette méthode d'appui à la production comporte cependant des risques multiples et peut avoir des conséquences négatives :
- Risque de rupture de production chez le client : livraisons en retard en raison de problème de production chez le fournisseur ou chez ses fournisseurs eux-mêmes en JAT, de difficulté de transport, défaillance du fournisseur (en rupture d'approvisionnement, en grève…), livraisons de lots de composants défectueux (qui ne peuvent être remplacés rapidement par d'autres lots), etc. ;
- Risques environnementaux : si la planification et la gestion des stocks n'est pas optimum, livrer en JAT suppose des moyens de transports rapides et flexibles (camions) et restreint les moyens de transport moins énergivores (train, transport maritime ou fluvial…).